# Dholagohe
Dholagohe (nep. ढोलागोहे) – gaun wikas samiti w zachodniej części Nepalu w strefie Karnali w dystrykcie Kalikot. Według nepalskiego spisu powszechnego z 2011 roku liczył on 1112 gospodarstw domowych i 7111 mieszkańców (3528 kobiet i 3583 mężczyzn).